# نيكو ويليامز
نيكولاس وليامز أرثور (بالإسبانية: Nicholas Williams Arthuer) (مواليد 12 يوليو 2002) هو لاعب كرة قدم إسباني محترف يلعب مع نادي أثلتيك بلباو الإسباني و‌منتخب إسبانيا لكرة القدم في مركز الجناح. يُعرف بسرعته ومهاراته في المراوغة. ويشارك في الفريق نفسه مع شقيقه الأكبر إينياكي ويليامز.
انضم ويليامز إلى أكاديمية شباب أتلتيك بيلباو في عام 2013، وصُعد إلى الفريق الرديف في عام 2020، ثم إلى الفريق الأول بعد عام واحد، ليصبح زميلًا لشقيقه الأكبر إينياكي حيث فازا معًا بلقب كأس ملك إسبانيا 2023–24.
ظهر ويليامز لأول مرة مع المنتخب الإسباني الأول في عام 2022، وكان ضمن تشكيلة الفريق المشاركة في كأس العالم 2022 وبطولة أمم أوروبا 2024، حيث سجل هدفًا وحصل على جائزة أفضل لاعب في النهائي، الذي تُوّجت فيه إسبانيا باللقب.

## المسيرة المحلية
انضم ويليامز إلى أكاديمية الشباب في أتلتيك بلباو في عام 2013. بدأ مسيرته المهنية مع فريق الناشئين في النادي، باسكونيا، خلال موسم 2019–2020. تمت ترقيته إلى أتلتيك بلباو ب (الفريق الاحتياطي) في 11 مايو 2020.
خاض ويليامز أول مباراة احترافية له مع أثلتيك بيلباو كبديل في الشوط الثاني في التعادل 2-2 في الدوري الإسباني ضد ريال بلد الوليد في 28 أبريل 2021. كما خرج شقيقه إيناكي من مقاعد البدلاء بعد عشر دقائق. وهي المرة الأولى التي يشارك فيها شقيقان في الملعب في الوقت نفسه مع النادي منذ خوليو وباتشي ساليناس عام 1986.

## المسيرة الدولية
مثّل ويليامز إسبانيا تحت 18 سنة لأول مرة في عام 2020، وسجّل هدفين في أربع مباريات. وفي فبراير 2021، اُستدعى إلى إسبانيا تحت 19 سنة، وشارك لأول مرة مع إسبانيا تحت 21 سنة في سبتمبر من العام نفسه. تلقى أول استدعاء له إلى صفوف المنتخب الإسباني الأول بقيادة المدرب لويس إنريكي في سبتمبر 2022، وذلك للمشاركة في مباريات دوري الأمم الأوروبية 2022–23، وشارك لأول مرة في خسارة الفريق 2–1 على أرضه أمام سويسرا. في 17 نوفمبر، سجّل هدفه الدولي الأول في فوز ودي بنتيجة 3–1 على الأردن. بعد ذلك، تم استدعاؤه للمشاركة في كأس العالم 2022، حيث شارك في أربع مباريات، منها واحدة كأساسي، قبل أن تودّع إسبانيا البطولة من دور الـ16 بعد الخسارة أمام المغرب بركلات الترجيح.
في مايو 2024، اُختير ضمن قائمة إسبانيا المكونة من 26 لاعبًا لخوض منافسات بطولة أمم أوروبا 2024. وحصل ويليامز على جائزة أفضل لاعب في مباراة إسبانيا الثانية في دور المجموعات أمام إيطاليا، التي انتهت بفوز إسبانيا 1–0. وفي دور الـ16، سجّل هدفه الأول في البطولة خلال الفوز 4–1 على جورجيا، كما صنع هدفًا آخر وحقق نسبة تمريرات صحيحة بلغت 100%، ليصبح أول لاعب يحقق هذا الرقم في البطولة. وفي نهائي بطولة أمم أوروبا 2024 أمام إنجلترا، افتتح التسجيل لصالح إسبانيا بتسديدة منخفضة بالقدم اليسرى بعد تمريرة من زميله لامين يامال وانتهت المباراة بفوز إسبانيا 2–1، لتتوج باللقب القاري للمرة الرابعة في تاريخها، واُختير ويليامز كأفضل لاعب في المباراة.

## الحياة الشخصية
وُلد ويليامز في بنبلونة لأبوين لاجئين من غانا كانا قد عبرا الصحراء الكبرى سيرًا على الأقدام للوصول إلى مليلية، وهي مدينة إسبانية في شمال إفريقيا. نُصح والداه من قِبل محامٍ مجهول بادعاء أنهم قادمون من بلد تمزقه الحرب وتحديدًا ليبيريا التي كانت تشهد الحرب الأهلية الليبيرية الأولى، عند دخولهما إسبانيا لأول مرة.
شقيقه الأكبر، إينياكي ويليامز، هو أيضًا لاعب كرة قدم ويلعب في مركز الهجوم؛ وقد نشأ هو الآخر في صفوف أتلتيك بيلباو، بعد أن وُلد في بيلباو بفترة قصيرة عقب وصول والديه إلى هناك. وغالبًا ما يضع نيكو اسم "Williams Jr" على ظهر قميصه، وذلك لتمييزه عن شقيقه الأكبر إينياكي ويليامز، حتى في المباريات الدولية التي لا يشارك فيها إينياكي والذي يلعب دوليًا لصالح منتخب غانا.

## وصلات خارجية
- نيكو ويليامز  على سكروي
- نيكو ويليامز على LaPreferente (بالإسبانية)
- نيكو ويليامز على BDFutbol